# Aedes shintienensis
Aedes shintienensis är en tvåvingeart som beskrevs av Tsai och Lien 1950. Aedes shintienensis ingår i släktet Aedes och familjen stickmyggor.
Artens utbredningsområde är Taiwan. Inga underarter finns listade i Catalogue of Life.